# Radio Tak FM
Radio TAK FM (krócej Radio TAK lub później TAK FM) – lokalna rozgłośnia radiowa nadawana od 29 kwietnia 1998 do 6 stycznia 2005 i od 2 lutego 2005 do 22 czerwca 2007 na częstotliwości 98,0 MHz w Kielcach i 106,5 MHz w Łysej Górze. Z racji oszczędności wyłączono nadajniki w Końskich (na częstotliwości 89,7 MHz) i we Włoszczowie (na częstotliwości 101,1 MHz). W planach była również emisja w Kazimierzy Wielkiej (99,0 MHz) i w Pińczowie (99,8 MHz) jednak nadajnik w tych miastach nie został uruchomiony. Siedziba radia znajdowała się w Kielcach przy ul. Wesołej 47/49.

## Historia
Radio Tak rozpoczęło swoją emisję 29 kwietnia 1998 w samo południe. Nazwę rozgłośni wybrali w konkursie mieszkańcy regionu kieleckiego.  Pierwszym właścicielem była spółka Exbud Media Sp. z o.o. Pierwszym dżinglem, który słuchacze Radia Tak usłyszeli po starcie rozgłośni był dżingiel – Od świtu do nocy, od nocy po świt – poczujesz swój rytm – Radio Tak. Dżingiel ten był przedstawiony w pełnej formie stanowiącą piosenkę. W 2000 roku, rozgłośnię nabyła spółka Media Projekt, której głównym udziałowcem był Michał Sołowow.

Jak na rozgłośnię radiową działającą rok, można stwierdzić, że Radio Tak ma przed sobą przyszłość, lecz czas pokaże jak rozwinie się rynek mediów radiowych w Kielcach.

Radio Tak z początku grało muzykę muzykę wielogatunkową – od utworów zapomnianych aż po najnowsze piosenki. Stacja emitowała również programy publicystyczne – m.in. "Poranny Gość Radia Tak" czy "Tak i tak" oraz audycje takie jak "Rockowa Wyspa Radia Tak" czy "Lista starych przebojów". Początkowo, zarówno słuchacze jak i reklamodawcy krytykowali rozgłośnię za słabą jakość odbioru rozgłośni. Rozwiązaniem sytuacji było podwyższenie mocy nadajnika na Świętym Krzyżu do 20 kW.
W marcu 2004 zaczęto nadawać programy, w której dominował hip-hop, reggae lub też techno, natomiast w październiku tego samego roku zniknęła część audycji przeznaczonych dla młodzieży i zaczęły pojawiać się utwory z lat 80. Również zmieniono nazwę na TAK FM. Pod koniec roku zaczęły pojawiać się kłopoty związane z działalnością stacji – spółka Media Projekt próbowała sprzedać rozgłośnię spółce Orkla Press, która w ostatniej chwili się wycofała. Później negocjowano z Agorą, z którą Sołowow próbował bezskutecznie w 2003 sprzedać Radio Tak warszawskiej spółce choć Krajowa Rada Radiofonii i Telewizji zgodziła się na przejęcie radia.
Mimo poszukiwań, nowego inwestora nie udało się znaleźć, w związku z czym 6 stycznia 2005, kilka minut po dwudziestej, dziennikarze i pracownicy rozgłośni pożegnali się, a radio zawiesiło nadawanie programu do momentu znalezienia nowego inwestora. Do tego czasu hasłem głównym radia było "TAK FM – Radio Pierwsza Klasa". Po 27 dniach, 2 lutego 2005 wznowiono emisję programu. W późniejszym okresie zmieniono liner na Złote Lata Muzyki. W połowie listopada 2006 ogłoszono, że nowym właścicielem Radia TAK FM została krakowska spółka Region, właściciel koncesji RMF Maxxx.
30 listopada 2006 zakończono nadawanie w dotychczasowej formule – o godz. 20:00 nadano ostatni serwis informacyjny poprowadzony przez Piotra Zawadzkiego, kilka minut przed 23:00 ostatnie słowa do słuchaczy skierował Mariusz Zapała a ostatnią piosenką był utwór "Koniec" Elektrycznych Gitar. Większość pracowników Radia TAK FM została zwolniona. Na antenie pojawił się program podobny do emitowanego przez stacje RMF Maxxx. Przejściowo (do momentu otrzymania zgody Krajowej Rady Radiofonii i Telewizji na zmianę nazwy radia) rozgłośnia nadawała pod dotychczasową nazwą. W nowej formule Radia TAK FM muzyka oldies została zastąpiona młodzieżową muzyką zgodną z formatem (CHR), a playlista kieleckiego radia odpowiadała playliście RMF Maxxx. Przerwy między utworami wypełniał dżingiel "Przełącz się na Maxxxa". Oprócz tego nadawano m.in. "Fakty Lokalne" dla mieszkańców Kielc i Radomia, informacje kulturalne, serwisy dla kierowców z regionu świętokrzyskiego i radomskiego, a także ciekawostki z branży rozrywkowej. 22 czerwca 2007 w eterze pojawił się RMF Maxxx Kielce/Radom, kończąc tym samym historię Radia TAK FM.